# فاسيلي نيبينزيا
فاسيلي ألكسيفيتش نيبينزيا (الروسية: Василий Алексеевич Небензя) هو دبلوماسي روسي من مواليد 26 شباط / فبراير 1962 وهو حالياً مندوب روسيا الدائم في الأمم المتحدة

## روابط خارجية
- فاسيلي نيبينزيا على موقع IMDb (الإنجليزية)
- فاسيلي نيبينزيا على موقع كينوبويسك (الروسية)